# Elisabeth Ibarra
Elisabeth Ibarra Rabancho (Azcoitia, 29 de junio de 1981) es una exfutbolista española, se desempeñaba como mediapunta o centrocampista y su último equipo fue el Athletic Club.

## Clubes
| Club          | País   | Año       |
| ------------- | ------ | --------- |
| S. D. Eibar   | España | 1995-2002 |
| Athletic Club | España | 2002-2017 |

## Selección nacional

### Goles como internacional
| # | Fecha               | Lugar                                   | Rival | Gol | Resultado | Competición                | Ref.      |
| - | ------------------- | --------------------------------------- | ----- | --- | --------- | -------------------------- | --------- |
| 1 | 24 de junio de 2010 | Estadio municipal de La Albuera, España | Malta | 3-0 | 9-0       | Clasificación Mundial 2011 | [ rep 1 ] |
| 2 | 24 de junio de 2010 | Estadio municipal de La Albuera, España | Malta | 7-0 | 9-0       | Clasificación Mundial 2011 | [ rep 1 ] |

## Palmarés

### Campeonatos nacionales
| Título        | Club          | País   | Año  |
| ------------- | ------------- | ------ | ---- |
| Supercopa     | S.D. Eibar    | España | 2000 |
| Liga Española | Athletic Club | España | 2003 |
| Liga Española | Athletic Club | España | 2004 |
| Liga Española | Athletic Club | España | 2005 |
| Liga Española | Athletic Club | España | 2007 |
| Liga Española | Athletic Club | España | 2016 |